# آنا ماريا لينغرين
آنا ماريا لينغرين (وُلدت باسم آنا ماريا مالمستيدت، 18 يونيو 1754 – 8 مارس 1817)، هي واحدة من أشهر الشاعرات في تاريخ السويد. والدها وأخاها كانا أيضا شاعران.
واحدة من أشهر قصائدها هي نصيحة إلى ابنتي العزيزة، إذا كانت لدي واحدة (بالسويدية: Några ord till min kära dotter, ifall jag hade någon). كتبت أيضا قصائد ساخرة عن النظام الطبقي السويدي والميز، انتظار نعمة بالصباح (بالسويدية: Hans nåds morgonsömn) وزيارة الكونت (بالسويدية: Grevinnans besök).

## طفولتها

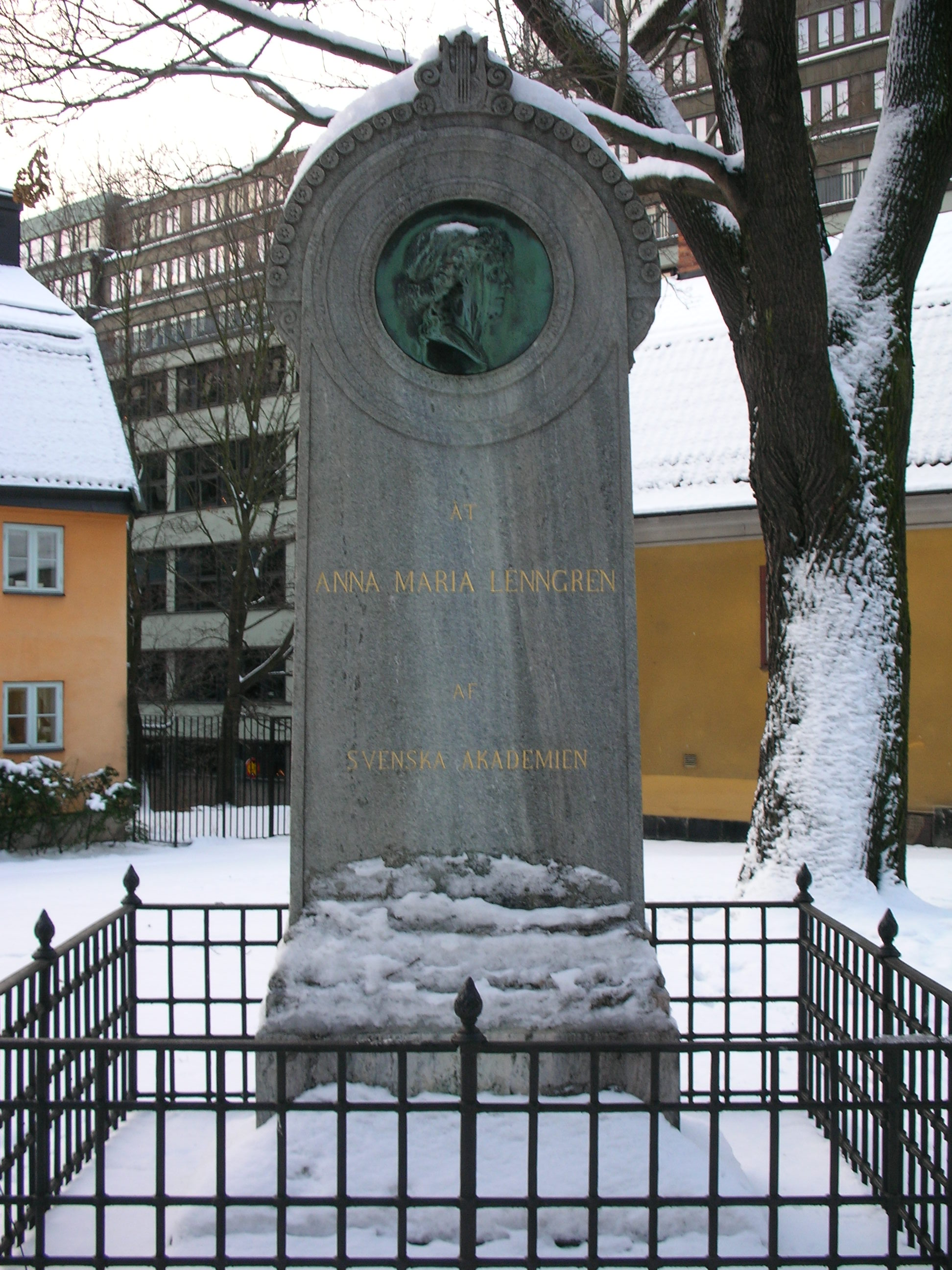
قبر آنا ماريا لينغرين في مقبرة كلارا كيركا بستوكهولم.

وُلدت أنا ماريا لينغرين في أوبسالا، وهي ابنة الشاعر مانيوس براينولف مالمستيدت (1724–1798)، وهو أستاذ للغة اللاتينية في جامعة أوبسالا، ومارتا جوهانا فلورين (وُ. 1788). كان والدها عضوا في الكنيسة المورافية وعُرف لخدمته الاجتماعية؛ منذ 1772، كان يستضيف الأطفال الفقراء في منزله ويعلمهم. لها أخ وهو جوهان مانيوس (1749–80)، وهو شاعر أيضا.

## حياتها المهنية
بدأت مشوارها في الشعر بمراجعات، إبيجرامات وترجمات في عقد 1770. سنة 1772، نشرت أول قصيدة لها تحمل إسمها (بالسويدية: På mademoiselle Anna Lovisa Pahls saliga hemfärds dag, den 14 Maji 1772, die Corona).
سنة 1776، كُلِّفت من طرف ديوك كارل، شقيق ملك السويد، لترجمة أوبريت فرنسية لوسيل (Lucile)، الأوبريت الفرنسية الوحيدة التي تُرجِمت إلى السويدية. أصبحت بعدها لينغرين مشهورة كمدافعة عن الفكر النسائي.

## حياتها الأسرية
تزوجت بكارل بيتر لينغرين (1750–1827). وهو رئيس تحرير جريدة منشور ستوكهولم حيث بدأت بنشر أعمالها بالجريدة، ولكن بعد الزواج قل عدد منشورتها لسبب مجهول وانعدم سنة 1780.
تسبب الزواج بتغيير شامل في حياتها، حيث توقفت عن الحياة الأدبية، النشر تحت أسماء مستعارة، التخلي عن موقفها السابق بشأن تحرر المرأة فكريا وأدبيا، وزعمها أن المرأة يجب أن تتفادى الملاحقات الفكرية لصالح تطوير شخصياتهم ليصبحن زوجات وأمهات.
توفت لينغرين عن عمر ناهز ال62 عاما بسبب سرطان الثدي، ودفنت بمقبرة كلارا كيركا بستوكهولم.

## بعض أعمالها
| الإسم بالعربية                              | الإسم الأصلي                                         |
| ------------------------------------------- | ---------------------------------------------------- |
| أقمشة أخرى، أعراف أخرى                      | Andra tyger, andra seder                             |
| نصيحة إلى ابنتي العزيزة، إذا كانت لدي واحدة | Några ord till min kära dotter, ifall jag hade någon |
| الحفلة السعيدة                              | Den glada festen                                     |
| الأولاد                                     | Pojkarne                                             |
| انتظار نعمة في الصباح                       | Hans nåds morgonsömn                                 |
| الآنسة جوليانا                              | Fröken Juliana                                       |
| زيارة الكونت                                | Grefvinnans besök                                    |
| البورتريهات                                 | Porträtterna                                         |